# Conotrachelus subnebulosus
Conotrachelus subnebulosus – gatunek chrząszcza z rodziny ryjkowcowatych.

## Zasięg występowania
Ameryka Południowa, występuje w Argentynie, Brazylii, Paragwaju oraz Urugwaju.

## Budowa ciała
Przednia krawędź pokryw nieznacznie szersza od przedplecza. Na ich powierzchni wyraźne, bardzo gęste podłużne żeberkowanie oraz punktowanie. Przedplecze okrągławe w zarysie na całej długości, i dość gęsto punktowane. W tylnej części pokryw niewielkie kępki krótkiej, białej szczecinki.
Ubarwienie ciała czarne, połyskujące.